# Podmorský zosuv
Podmorský zosuv je přírodní památka v oblasti Prešov.
Nachází se v katastrálním území obce Víťaz v okrese Prešov v Prešovském kraji. Území bylo vyhlášeno v roce 1989 na rozloze 0,5063 ha. Ochranné pásmo nebylo stanoveno.
Předmětem ochrany je: strmá skalní stěna vysoká asi 40 m, která vznikla těžbou kamene na styku Šarišské vrchoviny a Čierné hory. Absence vegetace je způsobena absencí půdního krytu. Lokalita má geologický význam – ukázka bazálního souvrství paleogenu.